# Lorenzo Ariaudo
Lorenzo Ariaudo (Turín, provincia de Turín, Italia, 11 de junio de 1989) es un exfutbolista italiano que jugaba de defensa.

## Selección nacional
Ha sido internacional con la selección de fútbol sub-21 de Italia. Debutó el 25 de marzo de 2009, en un encuentro ante la selección sub-21 de Austria que finalizó con marcador de 2-2.

## Clubes
| Club                      | País   | Año       |
| ------------------------- | ------ | --------- |
| Juventus F. C.            | Italia | 2008-2010 |
| Cagliari Calcio           | Italia | 2010-2014 |
| U. S. Sassuolo            | Italia | 204-2016  |
| Genoa C. F. C. (préstamo) | Italia | 2015      |
| Empoli F. C. (préstamo)   | Italia | 2016      |
| Frosinone Calcio          | Italia | 2016-2021 |
| U. S. Alessandria 1912    | Italia | 2022      |
| Novara F. C.              | Italia | 2023      |